# Charles Morris (boxejador)

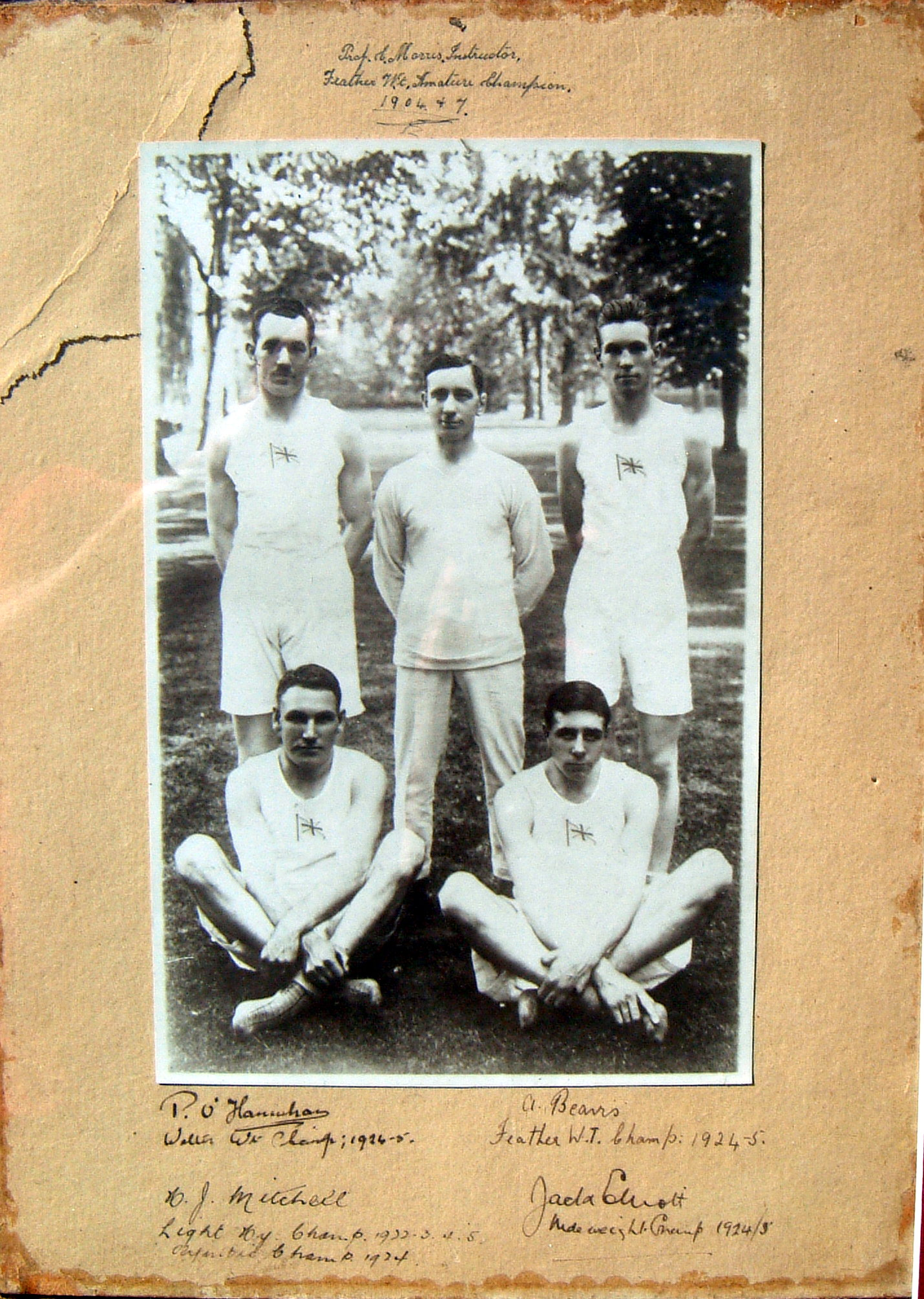
Charles Morris amb els seus alumnes

Charles W. "Charley" Morris va ser un boxejador britànic que va competir a primers del segle xx.
El 1908 va prendre part en els Jocs Olímpics de Londres, on guanyà la medalla de plata de la categoria del pes ploma del programa de boxa, en perdre a la final contra Richard Gunn.